# 万谷建築設計
万谷建築設計（まんたにけんちくせっけい）は、中国の上海を拠点とする建築設計事務所。2009年に設立された。ショッピングモール等の商業施設や創意園と呼ばれるクリエイティブオフィスのプロフェッショナル集団。日本人も多く在籍している。英語名はKenji Mantani Studio (KMS)。
代表の万谷健志はOMAAsiaの出身である。代表作は8号橋シリーズ。8号橋4期が2015年に竣工。

## 理念
「より多くの人に豊かな空間体験を」

## 主な作品
- 2013年 - 星光城 （広州）
- 2013年 - 広州国際単位二期 （広州）
- 2013年 - 南僑新都匯 （上海）
- 2013年 - 星幣伝説 （西安）
- 2014年 - 越界 航天大厦 （上海）

進行中
- 2015年 - 八号橋四期 （上海）
- 2015年 - 航空大厦 （上海）
- 2016年 - 済寧永済城 （済寧）[5]
- 2019年 - Jesselton Quay （コタキナバル）[6]

## Creative Salon
アジアを中心に活動するデザイナーが集いあい、互いに刺激を受けられる場として毎回ゲストを招きレクチャーを不定期に開催している。